# Lovely Magic
Lovely Magic – czwarty singel japońskiej piosenkarki Yukari Tamury, wydany 21 maja 2003 roku. Utwór tytułowy wykorzystano w rozpoczęciach programu radiowego Tamura Yukari no Kuro Usagi no Kobeya (jap. 田村ゆかりの黒うさぎの小部屋), a Koi utahime użyto w jego zakończeniach. Singel sprzedał się w nakładzie 3 388 egzemplarzy.

## Lista utworów
| Nr | Tytuł                                    | Słowa          | Kompozycja       | Aranżacja                     | Czas |
| -- | ---------------------------------------- | -------------- | ---------------- | ----------------------------- | ---- |
| 1. | "Lovely Magic"                           | Mika Watanabe  | Mika Watanabe    | Mika Watanabe, Kanichirō Kubo | 4:35 |
| 2. | "Koi utahime" (jap. 恋歌姫)              | Masatomo Ōta   | Masatomo Ōta     | Masatomo Ōta                  | 4:54 |
| 3. | "Prince On A Star ～Princess Whispers～" | Sanae Shintani | Hiroshi Takeyasu | Mitsuhiro Tada                | 4:48 |